# Мартін Брейтвейт
Мартін Брейтвейт (дан. Martin Braithwaite; нар. 5 червня 1991, Есб'єрг) — данський футболіст, нападник клубу «Греміо» та збірної Данії.
Виступав, зокрема, за клуби «Есб'єрг», «Тулуза», «Мідлсбро» та «Барселону», а також національну збірну Данії.

## Клубна кар'єра
Народився 5 червня 1991 року в місті Есб'єрг. Вихованець футбольної школи клубу однойменного клубу. 4 жовтня 2009 року в матчі проти «Копенгагена» він дебютував у данській Суперлізі. У 2011 році Мартін вилетів разом з клубом в перший дивізіон, після чого з клубу пішло кілька гравців і Брейтвейт став основним. В першому ж сезоні він допоміг клубу повернутись в еліту, а у 2013 році завоював з командою Кубок Данії. Загалом у рідному клубі провів чотири сезони, взявши участь у 88 матчах чемпіонату. 
Влітку 2013 року Мартін перейшов у французьку «Тулузу». Сума трансферу склала 2 млн. євро. 23 серпня в матчі проти «Монако» він дебютував у Лізі 1. Загалом відіграв за команду з Тулузи наступні чотири сезони своєї ігрової кар'єри. Граючи у складі «Тулузи» також здебільшого виходив на поле в основному складі команди.
13 липня 2017 року Брейтвейт підписав 4-річний контракт з клубом англійського Чемпіоншипу «Мідлсбро». Сума трансферу склала £9 млн. Тим не менш у клубі данець провів лише пів року і 31 січня 2018 року на правах оренди до кінця сезону перейшов в «Бордо». Загалом відіграв за команду з Бордо 14 матчів в національному чемпіонаті, забивши 4 голи.

## Виступи за збірні
2008 року дебютував у складі юнацької збірної Данії, взяв участь у 18 іграх на юнацькому рівні, відзначившись 2 забитими голами.
Влітку 2012 року отримав запрошення виступати за збірну Гаяни, рідну країну свого батька, але відмовився від цієї пропозиції, натомість розпочав виступи у складі молодіжної збірної Данії. На молодіжному рівні зіграв у 3 офіційних матчах.
5 червня 2013 року, в день свого 22-річчя, дебютував в офіційних іграх у складі національної збірної Данії у товариському матчі проти збірної Грузії. 14 серпня в поєдинку проти збірної Польщі він забив свій перший гол за національну команду.
У складі збірної був учасником чемпіонату світу 2018 року у Росії.
| Дата       | Місто              | Господарі  | Результат             | Гості     | Турнір                               | Голи | Примітки |
| ---------- | ------------------ | ---------- | --------------------- | --------- | ------------------------------------ | ---- | -------- |
| 5-6-2013   | Ольборг            | Данія      | 2 – 1                 | Грузія    | товариський матч                     | -    | 61'      |
| 14-8-2013  | Гданськ            | Польща     | 3 – 2                 | Данія     | товариський матч                     | 1    | 46'      |
| 6-9-2013   | Та-Калі            | Мальта     | 1 – 2                 | Данія     | Відбір до ЧС 2014                    | -    | 83'      |
| 10-9-2013  | Єреван             | Вірменія   | 0 – 1                 | Данія     | Відбір до ЧС 2014                    | -    | 66'      |
| 11-10-2013 | Копенгаген         | Данія      | 2 – 2                 | Італія    | Відбір до ЧС 2014                    | -    | 46'      |
| 22-5-2014  | Дебрецен           | Угорщина   | 2 – 2                 | Данія     | товариський матч                     | -    |          |
| 28-5-2014  | Копенгаген         | Данія      | 1 – 0                 | Швеція    | товариський матч                     | -    |          |
| 25-3-2015  | Орхус              | Данія      | 3 – 2                 | США       | товариський матч                     | -    | 74'      |
| 7-9-2015   | Єреван             | Вірменія   | 0 – 0                 | Данія     | Відбір до ЧЄ 2016                    | -    | 64'      |
| 8-10-2015  | Брага (Португалія) | Португалія | 1 – 0                 | Данія     | Відбір до ЧЄ 2016                    | -    |          |
| 11-10-2015 | Копенгаген         | Данія      | 1 – 2                 | Франція   | товариський матч                     | -    | 69'      |
| 14-11-2015 | Стокгольм          | Швеція     | 2 – 1                 | Данія     | Відбір до ЧЄ 2016                    | -    | 71'      |
| 24-3-2016  | Гернінг            | Данія      | 2 – 1                 | Ісландія  | товариський матч                     | -    | 79'      |
| 29-3-2016  | Глазго             | Шотландія  | 1 – 0                 | Данія     | товариський матч                     | -    | 46'      |
| 26-3-2017  | Клуж-Напока        | Румунія    | 0 – 0                 | Данія     | Відбір до ЧС 2018                    | -    | 69'      |
| 6-6-2017   | Брондбю            | Данія      | 1 – 1                 | Німеччина | товариський матч                     | -    |          |
| 10-6-2017  | Астана             | Казахстан  | 1 – 3                 | Данія     | Відбір до ЧС 2018                    | -    |          |
| 22-3-2018  | Брондбю            | Данія      | 1 – 0                 | Панама    | товариський матч                     | -    | 46'      |
| 27-3-2018  | Ольборг            | Данія      | 0 – 0                 | Чилі      | товариський матч                     | -    | 46'      |
| 9-6-2018   | Брондбю            | Данія      | 2 – 0                 | Мексика   | товариський матч                     | -    | 46'      |
| 16-6-2018  | Саранськ           | Перу       | 0 – 1                 | Данія     | ЧС 2018 - 1-й етап                   | -    | 67'      |
| 21-6-2018  | Самара             | Данія      | 1 – 1                 | Австралія | ЧС 2018 - 1-й етап                   | -    | 58'      |
| 26-6-2018  | Москва             | Данія      | 0 – 0                 | Франція   | ЧС 2018 - 1-й етап                   | -    |          |
| 1-7-2018   | Нижній Новгород    | Хорватія   | 1 – 1 д.ч. (3-2 п.п.) | Данія     | ЧС 2018 - 1/8 фіналу                 | -    | 106'     |
| 9-9-2018   | Орхус              | Данія      | 2 – 0                 | Уельс     | Ліга націй УЄФА 2018-2019 - 1-й етап | -    |          |
| 13-10-2018 | Дублін             | Ірландія   | 0 – 0                 | Данія     | Ліга націй УЄФА 2018-2019 - 1-й етап | -    |          |
| 16-10-2018 | Гернінг            | Данія      | 2 – 0                 | Австрія   | товариський матч                     | 1    | 46'      |
| 16-11-2018 | Кардіфф            | Уельс      | 1 – 2                 | Данія     | Ліга націй УЄФА 2018-2019 - 1-й етап | 1    |          |
| 19-11-2018 | Орхус              | Данія      | 0 – 0                 | Ірландія  | Ліга націй УЄФА 2018-2019 - 1-й етап | -    | 78'      |
| Усього     |                    | Матчів     | 29                    |           | Голів                                | 3    |          |

## Титули і досягнення
- Володар Кубка Данії (1):

«Есб'єрг»: 2012-13
- Володар Кубка Іспанії (1):

«Барселона»: 2020-21
Особисті
- Гравець місяця Сегунда Дивізіону: лютий 2024[13]